# 1273년

## 연호
- 남송(南宋) 함순(咸淳) 9년
- 원(元) 지원(至元) 10년
- 일본(日本) 분에이(文永) 10년
- 쩐 왕조(陳朝) 바오푸(寶符) 원년

## 기년
- 남송(南宋) 도종(度宗) 9년
- 원(元) 세조(世祖) 14년
- 고려(高麗) 원종(元宗) 14년
- 쩐 왕조(陳朝) 성종(聖宗) 16년

## 사건
- 삼별초의 항쟁 진압
- 제주도에 원이 탐라총관부 설치

## 사망
- 김통정